# Karl Heinrich Gyr
Karl Heinrich Gyr (* 27. April 1879 in Zürich; † 3. November 1946 in Zug) war ein Schweizer Unternehmer.
Seine Eltern waren der Metzgermeister Heinrich Gyr und Lina, geb. Laubi. Nachdem er die Schulen in Zürich und Lausanne besucht hatte, studierte er Chemie am Polytechnikum in Zürich und in Dresden, wo er 1902 promoviert wurde. Nach weiteren Studien in den USA war er in der englischen chemischen Industrie tätig.
Sein Studienfreund Heinrich Landis war 1903 der dritte Teilhaber der Elektrizitätszählerfabrik Theiler & Co. in Zug geworden und hatte sie 1904 übernommen. 1905 nahm er Gyr als Teilhaber hinzu. Die beiden bauten den Betrieb als Landis & Gyr zum größten Zuger Unternehmen aus.
Er gründete mehrere betriebliche Wohlfahrts- und Fürsorgeeinrichtungen. 1929 wurde er Vorstand des Vereins Schweizerischer Maschinenindustrieller und in der Folge Mitbegründer des Arbeitgeberverbandes von Zug und Umgebung, dessen Präsident er wurde. 1945 verlieh ihm die ETH Zürich einen Ehrendoktor.